# William John Conway
William John Conway (Belfast, 22 gennaio 1913 – Armagh, 17 aprile 1977) è stato un cardinale e arcivescovo cattolico irlandese, nominato cardinale da papa Paolo VI.

## Biografia
Nacque a Belfast il 22 gennaio 1913.
Papa Paolo VI lo elevò al rango di cardinale nel concistoro del 22 febbraio 1965.
Morì di cancro il 17 aprile 1977 all'età di 64 anni.

## Genealogia episcopale e successione apostolica
La genealogia episcopale è:
- Cardinale Scipione Rebiba
- Cardinale Giulio Antonio Santori
- Cardinale Girolamo Bernerio, O.P.
- Arcivescovo Galeazzo Sanvitale
- Cardinale Ludovico Ludovisi
- Cardinale Luigi Caetani
- Cardinale Ulderico Carpegna
- Cardinale Paluzzo Paluzzi Altieri degli Albertoni
- Papa Benedetto XIII
- Papa Benedetto XIV
- Papa Clemente XIII
- Cardinale Giovanni Carlo Boschi
- Cardinale Bartolomeo Pacca
- Papa Gregorio XVI
- Cardinale Castruccio Castracane degli Antelminelli
- Cardinale Paul Cullen
- Arcivescovo Joseph Dixon
- Arcivescovo Daniel McGettigan
- Cardinale Michael Logue
- Cardinale Joseph MacRory
- Cardinale John Francis D'Alton
- Cardinale William John Conway

La successione apostolica è:
- Vescovo Anthony Columba McFeely (1965)
- Vescovo Michael Russell (1965)
- Cardinale Cahal Brendan Daly (1967)
- Vescovo Michael Anthony Harty (1967)
- Vescovo John McCormack (1968)
- Vescovo Patrick Mulligan (1970)
- Vescovo Thomas McDonnell (1970)
- Vescovo Francis Joseph MacKiernan (1972)
- Vescovo Edward Kevin Daly (1974)
- Vescovo Francis Lenny (1974)
- Vescovo Jeremiah Newman (1974)
- Vescovo Francis Gerard Brooks (1976)
- Arcivescovo Kevin McNamara (1976)